# 佐藤東洋士
佐藤 東洋士（さとう とよし、1944年8月13日 - 2020年10月18日）は、日本の教育者。学校法人桜美林学園の学園長・理事長を務めた。

## 経歴
中国・北京生まれ。母は北京にあった桜美林学園の前身校で教師を務めており、戦後すぐに帰国した。
慶應義塾大学経済学部で1年学んだ後、桜美林大学文学部に入学。在学中にカリフォルニア大学バークレー校への10ヶ月の留学を経験。1970年桜美林大学文学部英語英米文学科卒業後、1973年日本大学大学院文学研究科英文学専攻修士課程修了。文学修士。
日本大学大学院在学中の1972年、母校・桜美林大学文学部の助手に採用。1976年、文学部専任講師。1984年、文学部助教授。1989年、国際学部教授。教員として教鞭を執る傍ら、国際部長、企画室長も歴任。
1993年桜美林大学副学長。1996年4月、桜美林大学学長（ - 2012年3月）。2003年、桜美林学園理事長。2012年、桜美林学園学園長（桜美林大学総長）。
学外では、大学基準協会、日本私立大学協会、学位授与機構、財団法人東京キリスト教青年会、キリスト教学校教育同盟、財団法人大学セミナーハウス、文部科学省大学設置・学校法人審議会、日本高等教育評価機構などの委員や役職を歴任した。また、2001年、韓国の韓瑞大学より名誉文学博士、2005年明知大学より名誉行政学博士、米国のオハイオ・ドミニカン大学より名誉教育学博士をそれぞれ授与されている。
2017年4月、旭日重光章を受章。
2020年6月には日本私立大学協会会長に就任したが、同年10月18日、多臓器不全のため死去。76歳没。死没日をもって正四位に叙される。

## 共編
- 李恩民共編『東アジア共同体の可能性 日中関係の再検討』御茶の水書房、2006年